# Корнелія Ганіш
Корнелія Ганіш (нім. Cornelia Hanisch, нар. 12 червня 1952, Франкфурт-на-Майні, Німеччина) — німецька фехтувальнця на рапірах, олімпійська чемпіонка та срібна призерка Олімпійських ігор 1984 року, чотириразова чемпіонка світу.

## Виступи на Олімпіадах
| Олімпіада         | Дисципліна           | Місце |
| ----------------- | -------------------- | ----- |
| Монреаль 1976     | індивідуальна рапіра | 5     |
| Монреаль 1976     | командна рапіра      | 4     |
| Лос-Анджелес 1984 | індивідуальна рапіра | 2     |
| Лос-Анджелес 1984 | командна рапіра      | 1     |